# Burke (Wisconsin)
Burke es un pueblo ubicado en el condado de Dane en el estado estadounidense de Wisconsin. En el Censo de 2010 tenía una población de 3.284 habitantes y una densidad poblacional de 82,59 personas por km².

## Geografía
Burke se encuentra ubicado en las coordenadas 43°10′9″N 89°20′7″O / 43.16917, -89.33528. Según la Oficina del Censo de los Estados Unidos, Burke tiene una superficie total de 39.76 km², de la cual 39.46 km² corresponden a tierra firme y (0.77%) 0.31 km² es agua.

## Demografía
Según el censo de 2010, había 3.284 personas residiendo en Burke. La densidad de población era de 82,59 hab./km². De los 3.284 habitantes, Burke estaba compuesto por el 92.17% blancos, el 2.25% eran afroamericanos, el 0.3% eran amerindios, el 2.53% eran asiáticos, el 0.03% eran isleños del Pacífico, el 0.97% eran de otras razas y el 1.74% pertenecían a dos o más razas. Del total de la población el 2.56% eran hispanos o latinos de cualquier raza.